# Egil Hagen
Egil Hagen, född 29 augusti 1912, död 29 juli 2004 i Jar, var en norsk skådespelare och sångtextförfattare.
Hagen var en av medlemmarna i gruppen De 6 syngende Studenter, som även bestod av bland andra Arild Haga, Carsten Byhring och Alf Hartmann. De fick stor uppmärksamhet för revyn Vi besatte på Victoria Teater 1940. Han hade senare engagemang vid Edderkoppen Teater, både som skådespelare och sångtextförfattare. Han hade mindre roller i filmerna Flukt fra paradiset (1953) och Hans Nielsen Hauge (1961).
Egil Hagen medverkade två gånger som sångtextförfattare i Eurovision Song Contest: "Sommer i Palma" (1961) och "Spiral" (1964).

## Filmografi
- 1953 – Flukt fra paradiset
- 1961 – Hans Nielsen Hauge